# Quercus diversifolia
Quercus diversifolia — вид рослин з родини букових (Fagaceae); ендемік штату Мехіко — Мексика.

## Опис
Вид менше ніж 3 метри заввишки.

## Поширення й екологія
Ендемік штату Мехіко — Мексика.
Росте в мезотропічних вологих умовах у сосново-дубовому, дубовому та оямелевому лісі; на висотах 2500–2800 м.

## Загрози й охорона
На жаль, бідність і корупція відіграють важливу роль у вирубці лісів у більшій частині штату Мексика. Крім того, велика частина населення Q. diversifolia знаходиться в Мехіко або поблизу міста і піддається загрозі міського зростанню.
Q. diversifolia є у двох колекціях ex situ у всьому світі.